# Yamada (Familienname)
Yamada (jap. 山田) ist ein japanischer Familienname. Bei einer Erhebung im Jahr 2008 war er der zwölfthäufigste  Familiennamen in Japan.

## Herkunft und Bedeutung
Yamada ist in seiner Hauptbedeutung ein Wohnstättenname. Er geht auf die Bedeutung der japanischen Schriftzeichen 山 (dt. Berg) und 田 (dt. Reisfeld) zurück; er bezeichnete also Personen die an einem Reisfeld wohnten, das an einem Berg gelegen ist.

## Namensträger

### A
- Aki Yamada (* 1992), japanische Hockeyspielerin
- Akihito Yamada (* 1985), japanischer Rugby-Union-Spieler
- Yamada Akira (* 1922), japanischer Philosoph
- Yamada Akiyoshi (1844–1892), japanischer Generalleutnant und Politiker

### B
- Yamada Bimyō (1868–1910), japanischer Schriftsteller

### C
- Chiaki Yamada (* 1966), japanische Fußballspielerin
- Courtney Yamada (* 1980), US-amerikanische Skeletonpilotin

### D
- Daiji Yamada (* 1981), japanischer Basketballspieler

### E
- Eimi Yamada (* 1959), japanische Schriftstellerin
- Eri Yamada (* 1984), japanische Softballspielerin

### F
- Yamada Fūtarō (1922–2001), japanischer Schriftsteller
- Fūki Yamada (* 2001), japanischer Fußballspieler

### G
- Genki Yamada (* 1994), japanischer Fußballspieler
- Yamada Ginzō (1915–1978), japanischer Skilangläufer
- Goki Yamada (* 2000), japanischer Fußballspieler
- Gorō Yamada (1894–1958), japanischer Fußballspieler und -trainer

### H
- Hanako Yamada (Mangaka) (1967–1992), japanische Manga-Zeichnerin
- Hanako Yamada (Schauspielerin) (* 1975), japanische Schauspielerin
- Hatsue Yamada (* 1930), japanische Architektin
- Hideaki Yamada (* 1960), japanischer Skilangläufer
- Hidetaka Yamada (* 1976), japanischer Badmintonspieler
- Hiroki Yamada (Skispringer) (* 1982), japanischer Skispringer
- Hiroki Yamada (Fußballspieler) (* 1988), japanischer Fußballspieler
- Hiroki Yamada (Baseballspieler) (* 1988), japanischer Baseballspieler
- Hiromi Yamada (Koch) (* 1953), japanischer Koch
- Hiromi Yamada, Geburtsname von Hiromi Kawakami (* 1958), japanische Schriftstellerin
- Hiromi Yamada (Badminton) (* 1974), japanische Badmintonspielerin
- Hiroshi Yamada (* 1958), japanischer Politiker
- Hiroto Yamada (* 2000), japanischer Fußballspieler
- Hisao Yamada (1930–2008), japanischer Informatiker
- Yamada Hisanari (1907–1987), japanischer Beamter und Politiker

### I
- Yamada Isuzu (1917–2012), japanische Schauspielerin
- Itsuki Yamada (* 1990), japanischer Fußballspieler
- Izumi Yamada (* 1978), japanische Skispringerin

### K
- Kagari Yamada (* 1972), japanische Basketballspielerin
- Yamada Kanematsu (1903–1977), japanischer Marathonläufer
- Yamada Katsumi (1905–1970), japanischer Skisportler
- Kazuki Yamada (* 1979), japanischer Dirigent und Orchesterleiter
- Yamada Kazuo (1912–1991), japanischer Musiker, Dirigent und Komponist
- Kazushi Yamada (* 1987), japanischer Badmintonspieler
- Yamada Keichū (1868–1934), japanischer Maler
- Keiichi Yamada (* 1964), japanischer Wrestler, siehe Jushin Liger
- Keiji Yamada (* 1954), japanischer Politiker
- Keiko Yamada (* 1972), japanische Sängerin
- Kenji Yamada (Politiker) (* 1966), japanischer Politiker
- Kenji Yamada (Fußballspieler) (* 1989), japanischer Fußballspieler
- Kintetsu Yamada, japanische Mangaka
- Kio Yamada (* 2000), japanischer Fußballspieler
- Knock Yamada (1932–2007), japanischer Komiker und Politiker
- Kōhei Yamada (* 1989), japanischer Fußballspieler
- Kōji Yamada (Fußballspieler) (* 1998), japanischer Fußballspieler
- Kōta Yamada (* 1999), japanischer Fußballspieler
- Kotarō Yamada (* 1992), japanischer Eishockeyspieler
- Kyōya Yamada (* 2001), japanischer Fußballspieler
- Yamada Kōsaku (1886–1965), japanischer Komponist
- Yamada Kōun (Maler) (1878–1956), japanischer Maler
- Yamada Kōun (Zen-Meister) (1907–1989), japanischer Zen-Meister

### M
- Manato Yamada (* 2001), japanischer Fußballspieler
- Mariko Yamada (* 1950), US-amerikanische Politikerin
- Masaaki Yamada (* 1942), japanischer Physiker
- Masaaki Yamada (Künstler) (1930–2010), japanischer Künstler
- Masaharu Yamada (* 1980), japanischer Gewichtheber
- Masahiko Yamada (* 1942), japanischer Politiker
- Masamichi Yamada (* 1981), japanischer Fußballspieler
- Masaru Yamada (* 1994), japanischer Fechter
- Masayuki Yamada (* 1994), japanischer Fußballspieler
- Matsuichi Yamada (* 1961), japanischer Fußballspieler
- Miho Yamada (Rhythmische Sportgymnastin) (* 1973), japanische Rhythmische Sportgymnastin
- Miho Yamada (Synchronsprecherin) (* 1973), japanische Synchronsprecherin
- Miku Yamada (* 1999), japanische Sprinterin
- Minoru Yamada (* 1930), japanischer Bauingenieur und Hochschullehrer
- Mitsuo Yamada (* 1994), japanischer Fußballspieler
- Miyō Yamada (* 1976), japanische Softballspielerin
- Miyu Yamada (* 1993), japanische Taekwondoin
- Yamada Moritarō (1897–1980), japanischer Marxist
- Murasaki Yamada (1948–2009), japanische Manga-Zeichnerin

### N
- Yamada Nagamasa (1590–1630), japanischer Abenteurer
- Nao Yamada (* 2002), japanischer Fußballspieler
- Naoki Yamada (* 1990), japanischer Fußballspieler
- Naoki Yamada (Badminton) (* 2000), japanischer Badmintonspieler
- Naoko Yamada (* 1984), japanische Animatorin und Filmregisseurin
- Naoyuki Yamada (* 1987), japanischer Fußballspieler
- Nobuhisa Yamada (* 1975), japanischer Fußballspieler
- Nobuko Yamada (* 1971), japanische Shorttrackerin

### O
- Yamada Otozō (1881–1965), japanischer General

### R
- Riku Yamada (* 1998), japanischer Fußballspieler

### S
- Yamada Saburō (1869–1965), japanischer Rechtsgelehrter
- Sachiko Yamada (* 1982), japanische Schwimmerin
- Sakao Yamada (1918–1986), japanischer Ingenieur und Unternehmer
- Seiko Yamada (* 1978), japanische Badmintonspielerin
- Yamada Seiya (1922–2001), japanischer Schriftsteller
- Shin Yamada (* 2000), japanischer Fußballspieler
- Shinji Yamada (* 1994), japanischer Fußballspieler
- Yamada Shinzō (1914–2000), japanischer nordischer Skisportler
- Shūhei Yamada (* 1993), japanischer Fußballspieler
- Shūji Yamada (* 1956), japanischer Volleyballspieler
- Sōtarō Yamada (* 1985), japanischer Leichtathlet

### T
- Tadasu K. Yamada (* 1950), japanischer Zoologe
- Taichi Yamada (1934–2023), japanischer Schriftsteller und Drehbuchautor
- Taiki Yamada (* 2002), japanischer Fußballspieler
- Takafumi Yamada (* 1992), japanischer Fußballspieler
- Takahiro Yamada (Radsportler) (* 1964), japanischer Radrennfahrer
- Takahiro Yamada (Turner) (* 1964), japanischer Turner
- Takahiro Yamada (Leichtathlet) (* 1968), japanischer Speerwerfer
- Takahiro Yamada (Fußballspieler) (* 1972), japanischer Fußballspieler
- Takumi Yamada (* 1989), japanischer Fußballspieler
- Takuya Yamada (Fußballspieler) (* 1974), japanischer Fußballspieler
- Takuya Yamada (Sportler) (* 1978), japanischer Bogenbiathlet, Skilang- und Trailläufer
- Tatsuo Yamada (Astronom) (1923–2009), japanischer Schauspieler
- Tatsuo Yamada (Schauspieler) (1956–2009), japanischer Schauspieler
- Terumichi Yamada (* 1953), japanischer Jazzmusiker
- Tetsuto Yamada (* 1992), japanischer Baseballspieler
- Tomohiko Yamada (1936–2001), japanischer Schriftsteller
- Toshio Yamada (* 1946), japanischer Abgeordneter

### W
- Wataru Yamada (* 1966), japanischer Boxer

### Y
- Yasmine Yamada (* 1997), Schweizer Eiskunstläuferin
- Yasuhiro Yamada (1968–2013), japanischer Fußballspieler
- Yasuo Yamada (1932–1995), japanischer Schauspieler, Hörspiel- und Synchronsprecher
- Yōichi Yamada, japanischer Videospieleentwickler
- Yōji Yamada (* 1931), japanischer Drehbuchautor und Regisseur
- Yoshifumi Yamada (* 1981), japanischer Fußballspieler
- Yamada Yoshio (1873–1958), japanischer Sprachwissenschaftler
- Yuki Yamada (* 1983), japanischer Dartspieler
- Yurina Yamada (* 1996), japanische Skispringerin
- Yūto Yamada (Fußballspieler, 2000) (* 2000), japanischer Fußballspieler
- Yūto Yamada (Fußballspieler, 2001) (* 2001), japanischer Fußballspieler
- Yūya Yamada (* 1988), japanischer Fußballspieler